# Revolutionary Road
Revolutionary Road (Sólo un sueño en Hispanoamérica) es una película dramática dirigida por Sam Mendes y protagonizada por Leonardo DiCaprio y Kate Winslet, siendo la segunda vez que colaboran juntos en un papel protagónico después de Titanic. El guion, de Justin Haythe, está basado en la novela Vía revolucionaria de Richard Yates. En los Estados Unidos se estrenó el 26 de diciembre de 2008.

## Sinopsis
Ambientada en 1955, la trama se centra en las esperanzas y aspiraciones de Frank y April Wheeler, típicos habitantes de un suburbio en Connecticut, que se ven muy diferentes a sus vecinos y amigos. April es una aspirante a actriz, lúcida y bella, que se inspira en los sueños de su marido cuando era joven, para anhelar mudarse a París y adoptar un estilo de vida bohemio y sibarita; mientras que Frank es un hombre un poco neurótico, con un insulso, aunque bien remunerado empleo de vendedor telefónico, que superando los 30 años de edad se pregunta si su vida podría ser distinta. Ambos se aman, pero cuando se mudan a una reluciente casa en la estereotipada calle Revolutionary, el vínculo matrimonial se resquebraja lentamente en un círculo vicioso de discusiones, amargas riñas e infidelidad.
Como en la mayoría de las películas dirigidas por Sam Mendes, el director se sumerge en la profunda psique de la pareja protagonista, trazando paralelismos entre la pasión y la ira, la vida social y la intimidad, y dejando al descubierto las miserias y egoísmos de seres que, antes de ser amantes, son individuos.

## Argumento
En 1948, Frank Wheeler se encuentra con April en una fiesta. Es un estibador que espera ser cajero; ella quiere ser actriz. Más tarde, Frank consigue un puesto de ventas con Knox Machines, para el que su padre trabajó durante 20 años, y él y April se casan. Los Wheeler se mudan a 115 Revolutionary Road en los suburbios de Connecticut cuando April queda embarazada.
La pareja se hace amiga íntima de su agente inmobiliario Helen Givings y su esposo Howard Givings, y su vecina Milly Campbell y su esposo Shep. Para sus amigos, los Wheelers son la pareja perfecta, pero su relación es problemática. April no logra hacer una carrera de la actuación, mientras que Frank odia el tedio de su trabajo. En su cumpleaños 30, Frank invita a una secretaria en el trabajo a tomar una copa con él en un bar. Ella acepta y terminan teniendo sexo. Mientras tanto, Helen le preguntó a April si conocerían su hijo, John, quien había estado en un manicomio. Ella piensa que la pareja joven puede ayudar a su hijo con su condición. April acepta.
April quiere un nuevo escenario y una oportunidad de mantener a la familia para que Frank pueda encontrar su pasión, por lo que sugiere que se muden a París para comenzar una nueva vida lejos del "vacío irremediable" de su estilo de vida repetitivo. Frank se resiste a la idea al principio, pero se convence. Durante las próximas semanas, los Wheeler cuentan a sus amigos sobre sus planes de vivir en París, pero, sorprendentemente, la única persona que parece comprender su decisión es John.
Mientras la pareja se prepara para mudarse, se ven obligados a reconsiderar. A Frank le ofrecen un ascenso, y April vuelve a quedar embarazada. Cuando Frank descubre que ella está considerando abortar, él se enfurece y comienza a gritarle a April, lo que lleva a un altercado grave, en el que April dice que tuvieron su segundo hijo solo para demostrar que el primer hijo no fue una "equivocación".
Al día siguiente, Frank toma el ascenso y trata de aceptar su vida sin incidentes. Al final de una noche en un bar de jazz con los Campbell, Shep y April terminan a solas juntos. Ella le confía su depresión por los planes cancelados de París y su vida en general, y terminan teniendo sexo en el automóvil. Shep profesa su amor desde hace mucho tiempo por April, pero ella lo rechaza.
Al día siguiente, Frank confiesa haber tenido una aventura, esperando reconciliarse con April. Para su sorpresa, April responde con apatía y le dice que no importa, ya que su amor por él se fue, lo que él no cree. Los Giving vienen a cenar y Frank anuncia a los invitados que sus planes han cambiado porque April está embarazada. John critica duramente a Frank por aplastar las esperanzas de April, así como su aceptación de sus circunstancias. Enfurecido, Frank casi ataca a John, y los Giving se van de la casa. Después, Frank y April tienen un severo altercado verbal, después del cual April huye de la casa.
Frank pasa la noche en un estupor borracho. A la mañana siguiente, se sorprende al encontrar a April en la cocina, preparando tranquilamente el desayuno como si nada hubiera pasado. Frank, inseguro de cómo reaccionar, come con ella. Antes de irse a trabajar, le pregunta a April si ella lo odia. Ella le dice, por supuesto que no. April luego sube tranquilamente al baño, donde ella, fuera de la pantalla, se realiza un aborto por aspiración. Luego, descubre que está sangrando y llama a una ambulancia. Frank llega al hospital, angustiado, y Shep lo consuela. April muere en el hospital por pérdida de sangre.
Frank, sintiendo una profunda culpa y ahora un caparazón hueco de su antiguo yo, se muda a la ciudad y comienza a vender computadoras. Pasa todo su tiempo extra con sus hijos. Una nueva pareja, los Brace, compra la casa y Milly les cuenta la historia de los Wheelers. Shep se levanta y sale de la casa llorando. Milly sigue a Shep y le pregunta qué le pasa. Él le dice que nunca quiere hablar de los Wheelers nunca más. Milly acepta que no tienen que hacerlo.
Helen habla con su esposo años más tarde sobre cómo los Brace parecen ser la pareja más adecuada para la antigua casa de los Wheeler. Cuando su esposo los menciona, Helen comienza a hablar sobre por qué no le gustaban. Mientras continúa hablando de todas las cosas que no le gustaban de ellos, su esposo apaga su audífono.

## Taquilla
En Estados Unidos la acogida fue bastante tibia, sobre todo debido a las pocas nominaciones a los Oscar, circunstancia en la que se basaría la promoción de la película.
La película debutó en el n.º 1 de la taquilla en Bélgica, Suiza, Reino Unido y Eslovenia; y en el n.º 2 en Grecia, Japón y España.
Hasta el 8 de febrero de 2009 consiguió una recaudación total de $70,369,326 en los 50 países en los que el filme fue estrenado, superando de esta manera los 35 millones de dólares con los que contó de presupuesto.

## Premios

### Premios Óscar
| Año  | Categoría                 | Persona                 | Resultado |
| ---- | ------------------------- | ----------------------- | --------- |
| 2008 | Mejor actor de reparto    | Michael Shannon         | Candidato |
| 2008 | Mejor diseño de vestuario | Albert Wolsky           | Candidato |
| 2008 | Mejor dirección artística | Kristi Zea, Debra Schut | Candidato |

### Globos de Oro
| Año  | Categoría              | Persona                | Resultado |
| ---- | ---------------------- | ---------------------- | --------- |
| 2009 | Mejor película - Drama | Mejor película - Drama | Candidata |
| 2009 | Mejor director         | Sam Mendes             | Candidato |
| 2009 | Mejor actor - Drama    | Leonardo DiCaprio      | Candidato |
| 2009 | Mejor actriz - Drama   | Kate Winslet           | Ganadora  |

### Premios BAFTA
| Año  | Categoría                  | Persona                                          | Resultado |
| ---- | -------------------------- | ------------------------------------------------ | --------- |
| 2008 | Mejor actriz               | Kate Winslet                                     | Candidata |
| 2008 | Mejor guion adaptado       | Charles Leavitt                                  | Candidato |
| 2008 | Mejor diseño de producción | Bobby Cohen, Jonh Hart, Sam Mendes y Scott Rudin | Candidato |
| 2008 | Mejor diseño de vestuario  | Albert Wolsky                                    | Candidato |

### Premios del Sindicato de Actores
| Año  | Categoría    | Persona      | Resultado |
| ---- | ------------ | ------------ | --------- |
| 2008 | Mejor Actriz | Kate Winslet | Candidata |

- Datos: Q276299
- Multimedia: Revolutionary Road (film) / Q276299